# Joseph-Marie Vien

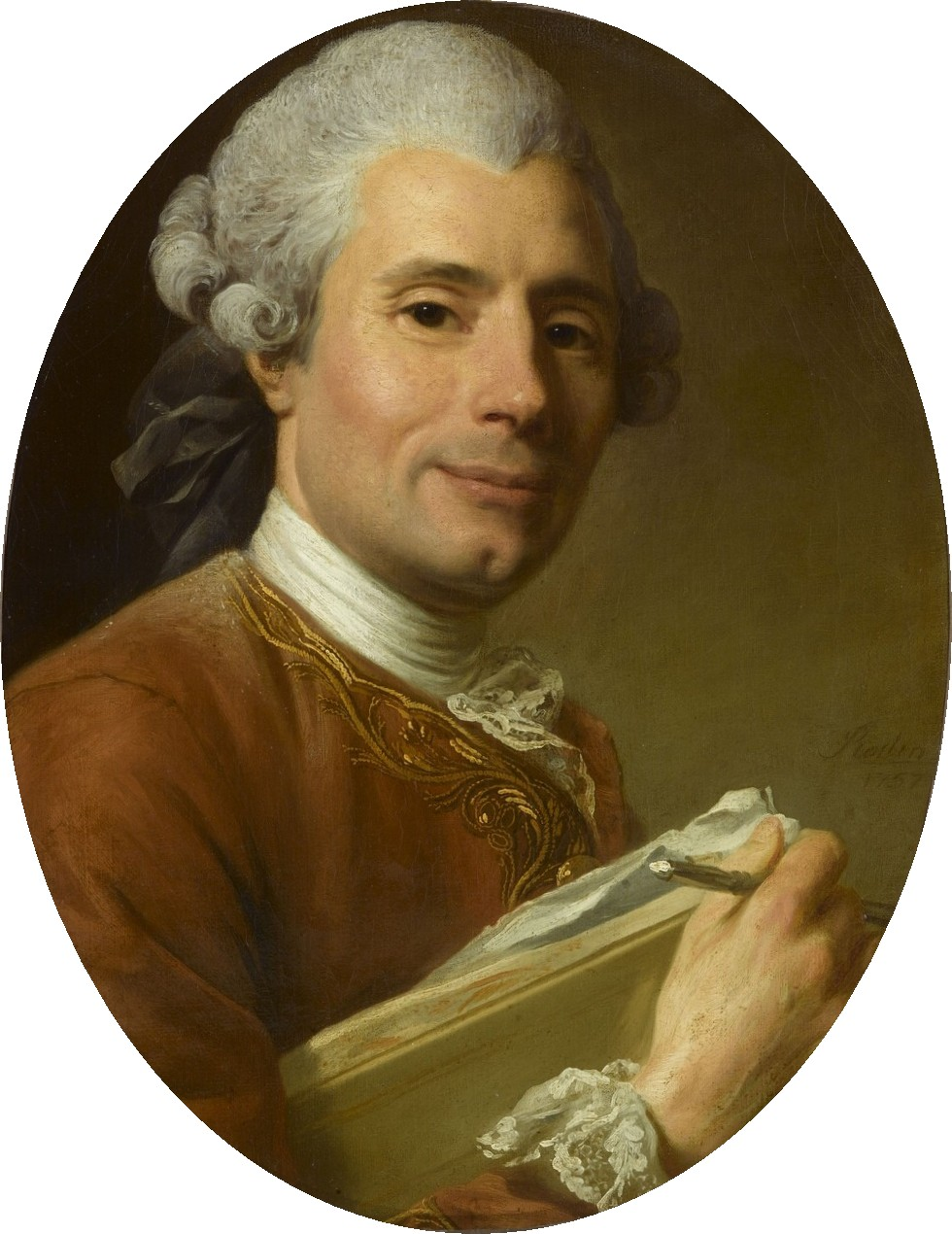
Alexander Roslin: Porträt von Joseph Marie Vien, Öl auf Leinwand, 1757

Joseph-Marie Vien (* 18. Juni 1716 in Montpellier; † 27. März 1809 in Paris) war ein französischer Maler. Mit Vien verbindet sich der Übergang vom französischen Rokoko zum frühen Klassizismus.

## Leben

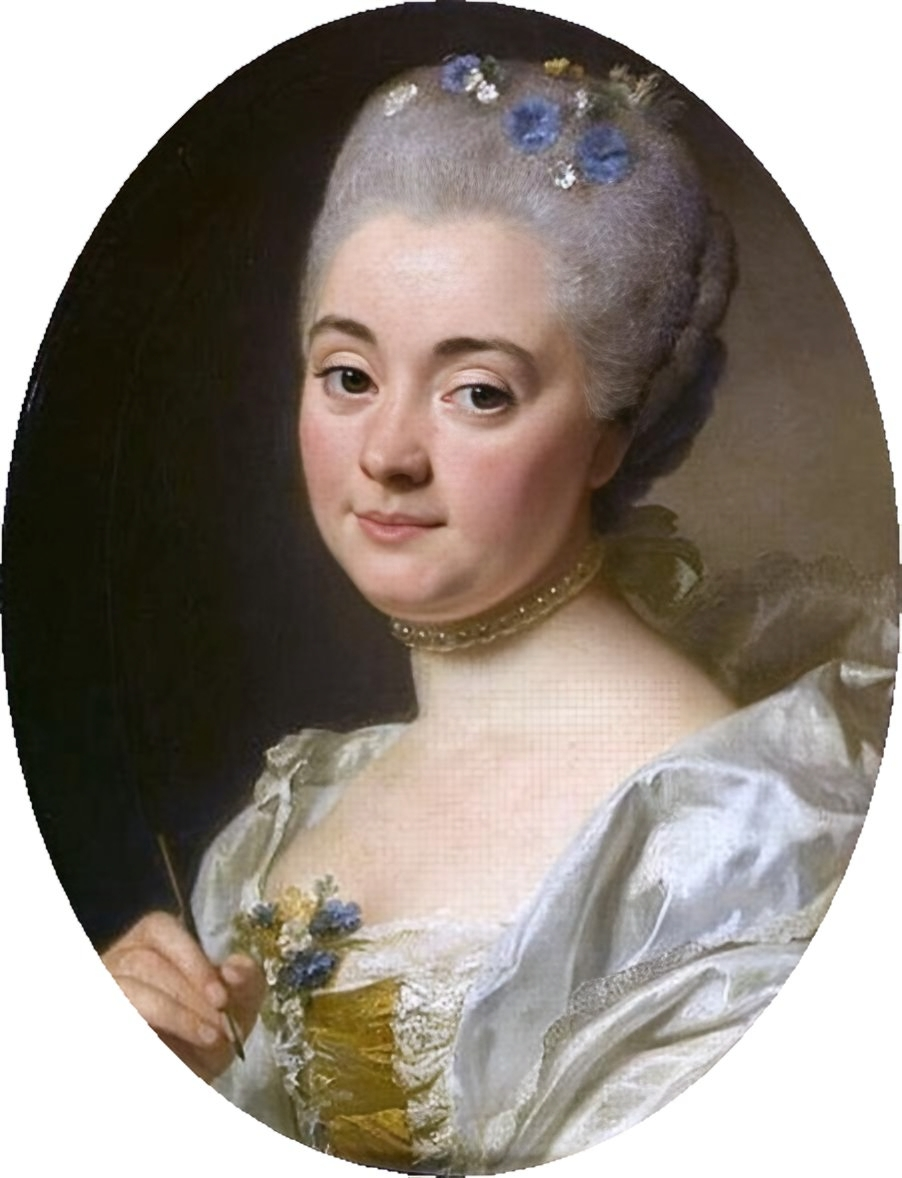
Alexander Roslin: Porträt der Malerin Marie Thérèse Reboul; Ehefrau Joseph-Marie Vien, Öl auf Leinwand, 1757

Vien war an der Académie royale de peinture et de sculpture unter anderem Schüler des Malers Charles-Joseph Natoire und konnte durch dessen Vermittlung schon früh an Ausstellungen des Pariser Salons teilnehmen. 1743 erhielt Vien den Grand prix und in dessen Folge ein königliches Reisestipendium nach Italien. Im Frühjahr des folgenden Jahres ging Vien nach Rom an die Académie de France (französische Akademie in Rom), welche damals noch in einem Palast am Corso residierte.
Nach seiner Rückkehr ließ sich Vien als freischaffender Maler in Paris nieder und gründete 1750 dort eine Malschule. Als sein bedeutendster Schüler gilt Jacques-Louis David. 1775 betraute man Vien mit der Leitung der französischen Akademie in Rom. 1781 kehrte Vien nach Paris zurück und wurde Anfang 1789 „erster Hofmaler“ von König Ludwig XVI. Während der französischen Revolution trat Vien recht wenig in Erscheinung; doch schon als Konsul wurde Napoleon Bonaparte auf Vien aufmerksam. Noch im Jahr seiner Krönung ernannte Napoleon Vien zum Senator und Reichsgrafen.
Im Alter von 92 Jahren starb Joseph-Marie Vien am 27. März 1809 in Paris.

## Werke (Auswahl)
- Susanna und die beiden Alten, um 1746, Leinwand, 65 × 81 cm.
- Die Sultanin, 1748
- Der Sultan, 1748
- Der schlafende Einsiedler, 1750, Leinwand, 225 × 147 cm.
- Dädalus und Ikarus, um 1754
- Minerva, 1754, Holz, 82 × 65 cm.
- Die Heiligen Germain und Vinzenz, 1755
- La Marchande d’Amours (Die Amorettenhändlerin), 1763
- Mars und Venus, 1768, Leinwand, 226 × 151 cm.

## Galerie

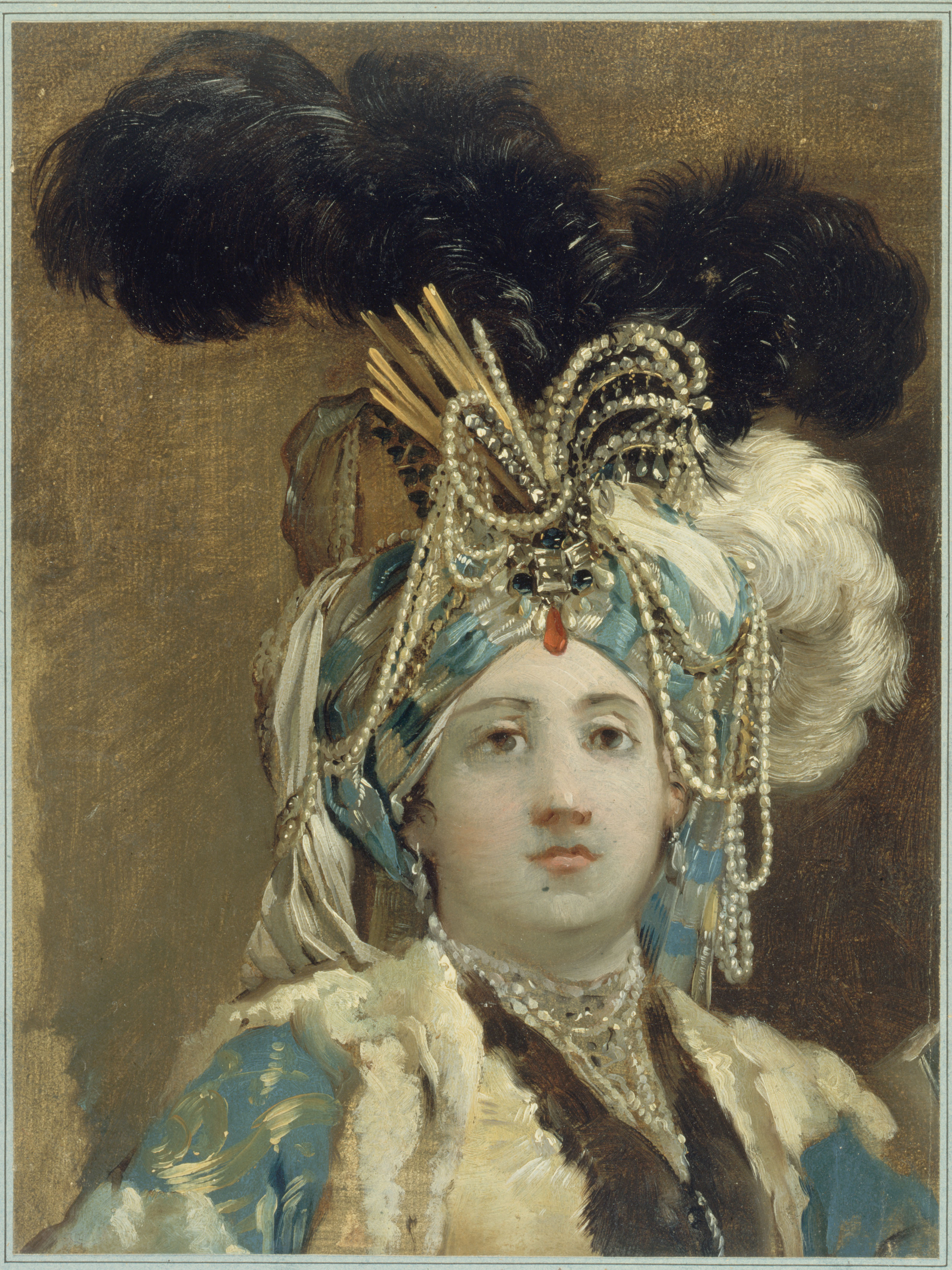
La Sultane reine (Die Sultanin), Petit Palais (Paris), 1748
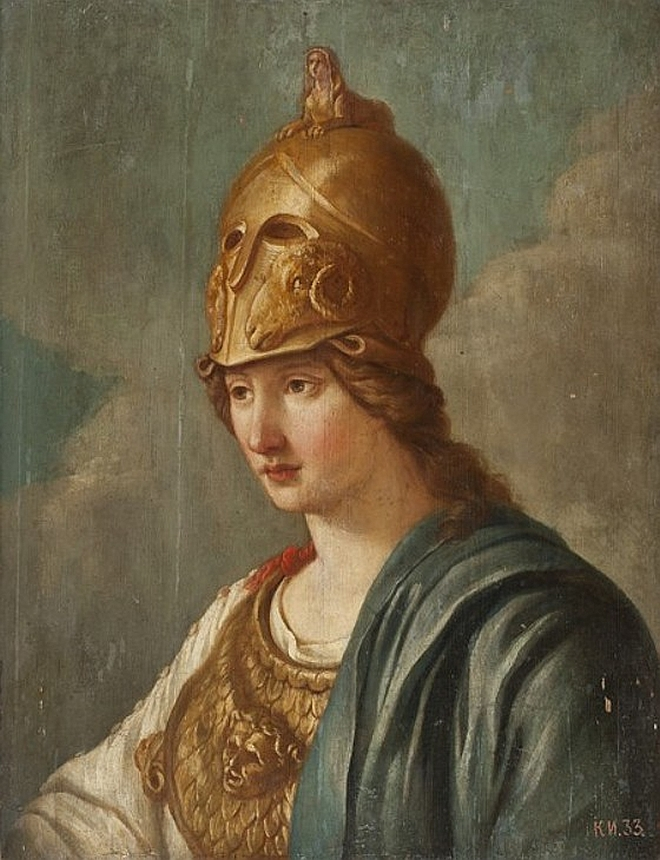
Minerva, Eremitage (Sankt Petersburg), 1754
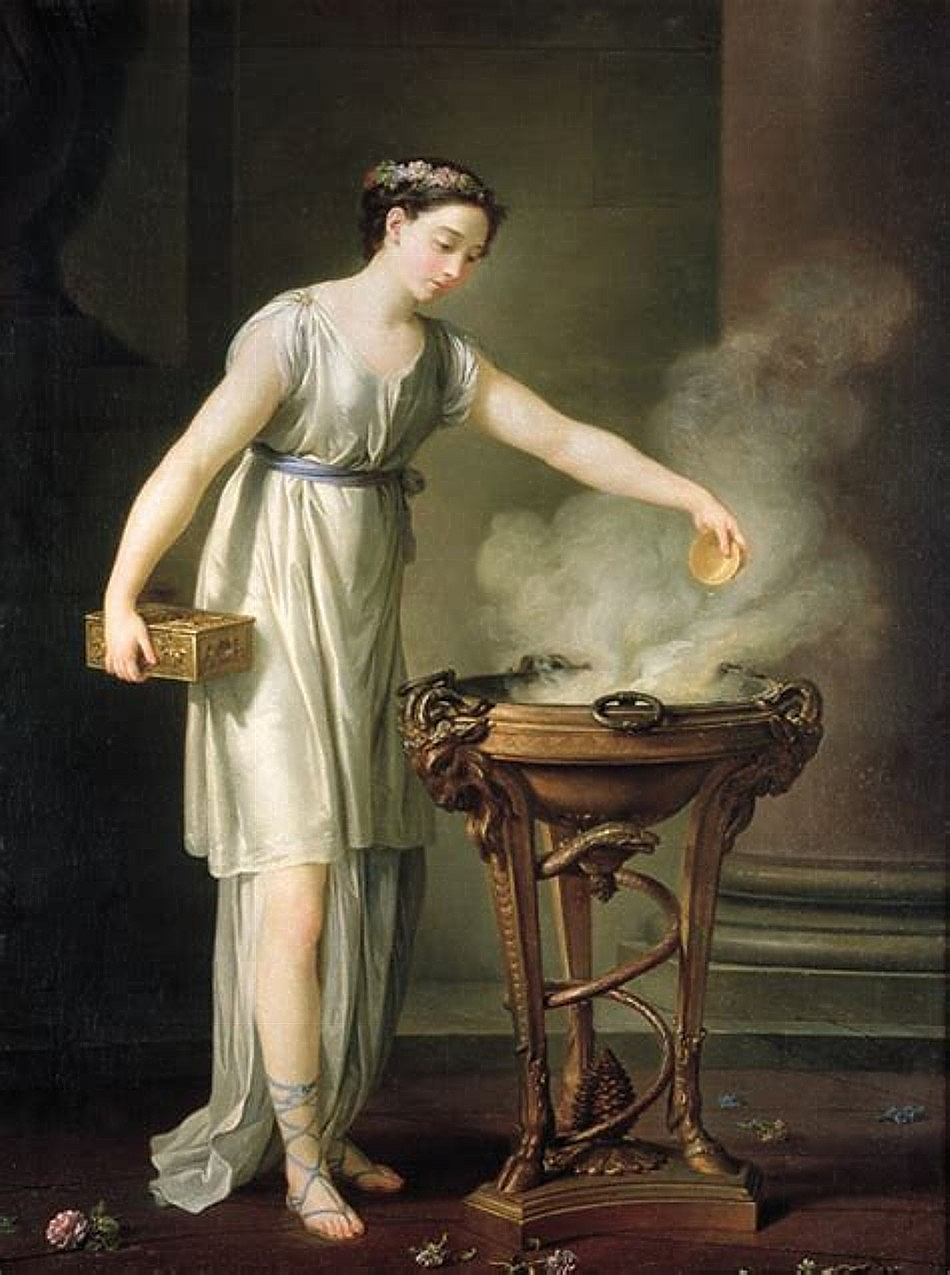
La vertueuse Athénienne (Die tugendhafte Athenerin), Musée des Beaux-Arts de Strasbourg, 1762
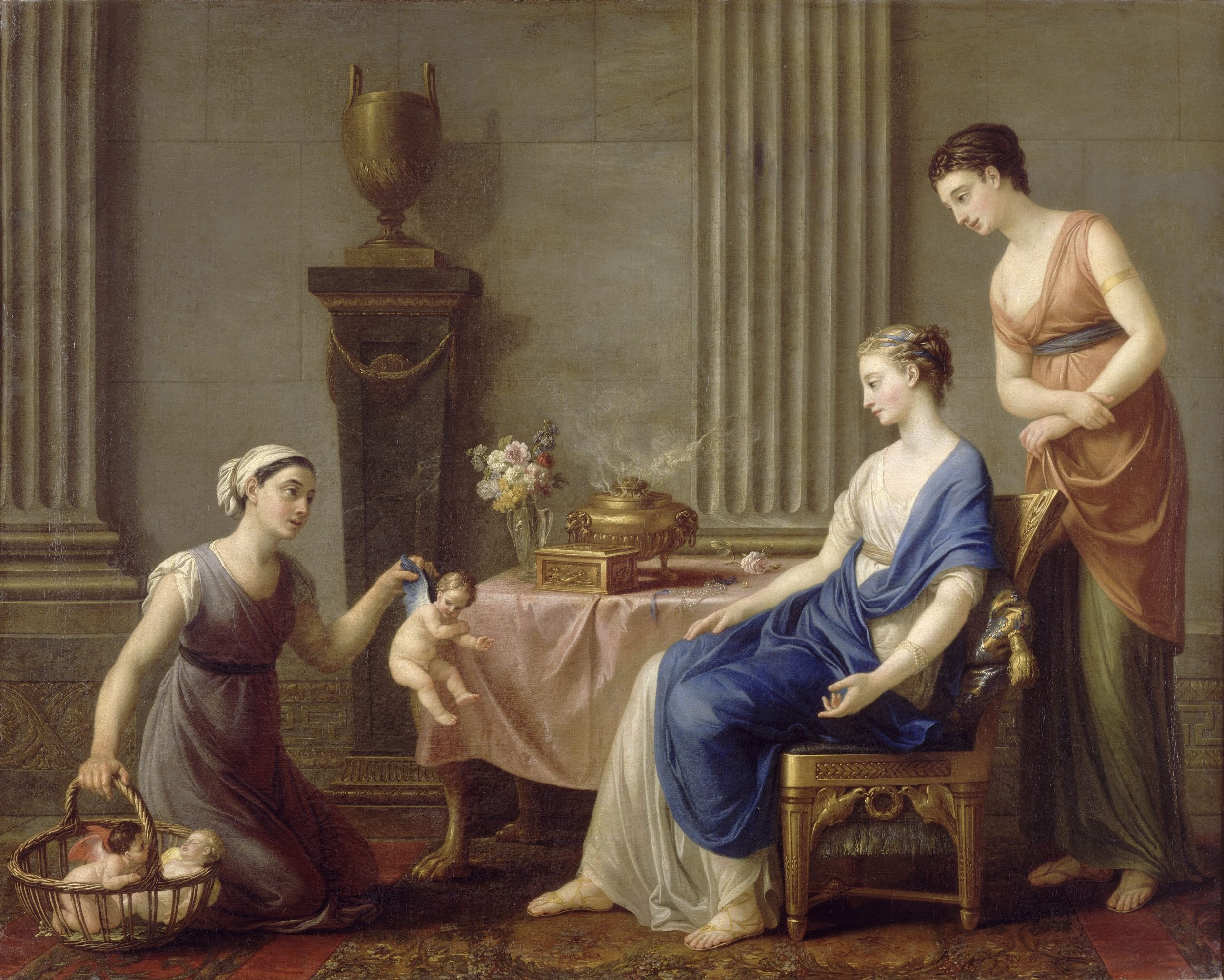
La Marchande d’Amours (Die Amorettenhändlerin), Schloss Fontainebleau, 1763
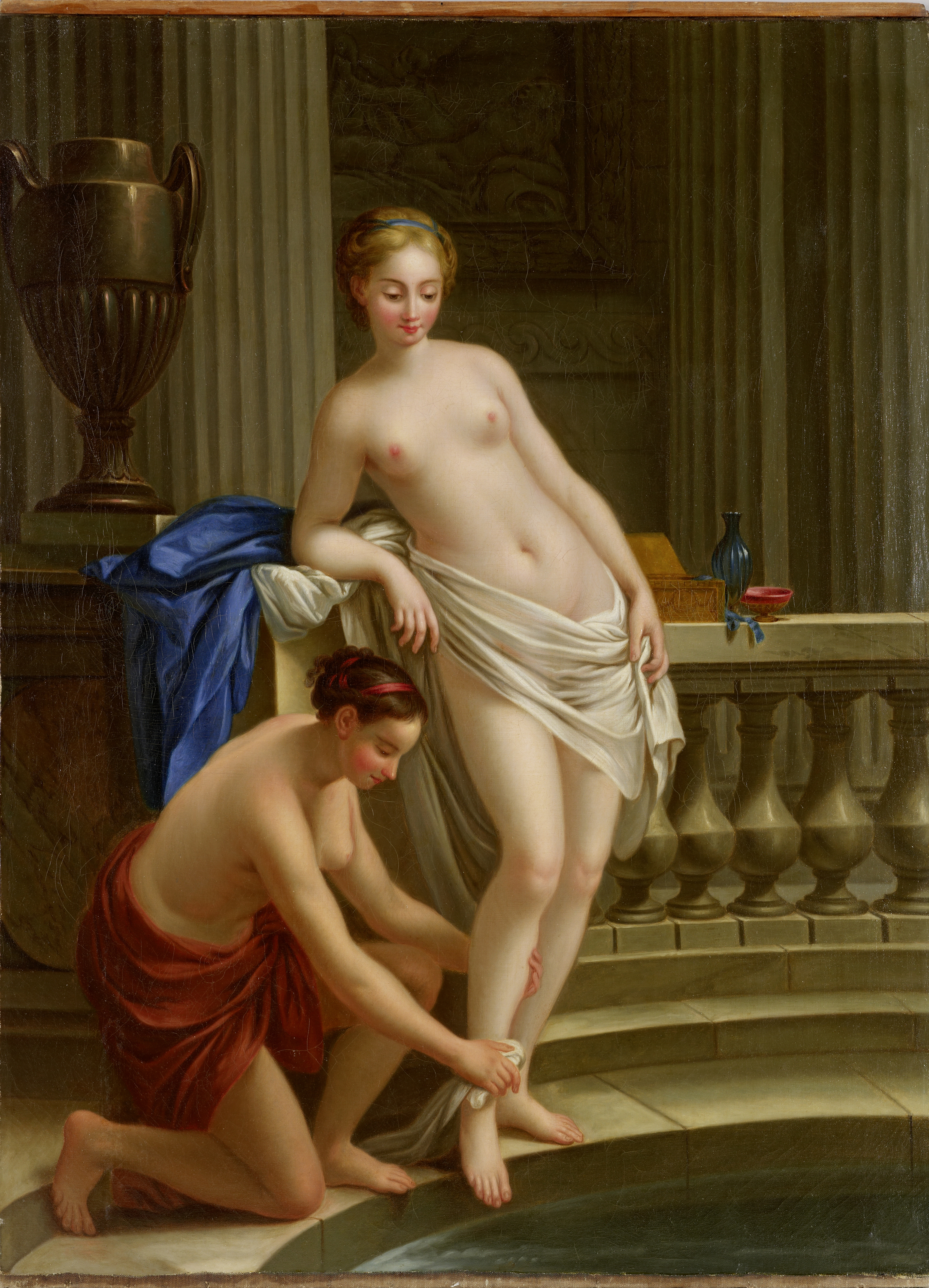
Callisto, nymphe de Diane sortant du bain, Musée de Cahors Henri-Martin, 1763